# Поттер, Паулюс
Паулюс Питерс Поттер (нидерл. Paulus Pietersz Potter; крещён 20 ноября 1625, Энкхёйзен, Северная Голландия — похоронен 17 января 1654, Амстердам) — голландский рисовальщик, живописец и гравёр, мастер офорта «Золотого века голландского искусства». Один из самых известных художников-анималистов.

## Биография
Паулюс был сыном живописца Питера Симонса и Ахт Паувелс Бартиус (1599—1652). Его мать по материнской линии была потомком Фрикье Мейндертс Смейнс и могущественных графов Эгмонд. Её брат тоже был художником. В 1628 году семья переехала в Лейден, где отец зарегистрировался в гильдии стеклодувов. В 1631 году они перебрались в Амстердам. Там Поттер учился живописи в мастерской отца и изучал, среди прочего, работы Питера Ластмана и Николаса Муйарта. В документах отмечено, что Паулюс Поттер 12 мая 1642 года заплатил восемь фламандских фунтов за разрешение брать уроки живописи у Якоба де Вета в Харлеме в течение года. 6 августа 1646 года он был зарегистрирован мастером-живописцем в Гильдии Святого Луки в Делфте. На этом его обучение было завершено.
В 1649 году Поттер арендовал дом в Гааге у художника Яна ван Гойена и зарегистрировался в местной гильдии художников. Несколько лет он жил рядом с ван Гойеном. В Гааге он встретил свою жену Адриану ван Балькенейнде (1627—1690), дочь мастера-плотника и строителя Класа Диркса ван Балькенейнде, который также жил по соседству с Поттером. Они поженились 3 июля 1650 года. Ни один из их детей не достиг совершеннолетия.
1 мая 1652 года Поттер уехал в Амстердам по приглашению доктора медицины Николаса Тульпа, которому уже принадлежало немалое количество его картин. Он поручил Поттеру сделать конный портрет своего сына Дирка в натуральную величину, нарисовав голову на портрете, который изначально предназначался для кого-то другого. По словам жены, во время прогулок Паулюс всегда носил с собой альбом для рисования. 2 января 1653 года Поттер составил завещание, а 17 января 1654 года в возрасте двадцати девяти лет он умер от туберкулёза. Художник был похоронен 17 января 1654 года в капелле по улице Ньювезейдс в Амстердаме. После его смерти его вдова уехала в Гаагу, где их дочь, которой тогда было три с половиной года, также умерла от чахотки. Она снова вышла замуж за некоего Ван Ринена.

## Творчество
Скончавшись молодым, художник всё же успел сделать немало. Его первые работы датированы 1641 годом. Его творчество охватывает сто тридцать картин, преимущественно пейзажей небольшого размера. Паулюс Поттер также сотрудничал с Йорисом ван дер Хагеном, который писал фигуры в его пейзажах. Помимо картин, Паулюс выполнил также небольшое количество офортов. Вначале, как и его отец, он писал картины на исторические сюжеты. Однако прославился прежде всего как художник-анималист, поскольку в голландских пейзажах писал преимущественно крупный рогатый скот с детальным изображением домашних животных на лугах, а также сцены охоты. Кроме домашнего скота (коров, лошадей, свиней, овец и коз) Паулюс Поттер изображал единорога и медведей, а также льва, слона и верблюда. Вероятно, он видел этих животных в зоопарке Дома Оранских. Известен также ряд «портретов» собак.
Паулюс Поттер является самым известным из художников-анималистов, картины которых имеются в российских собраниях. В санкт-петербургском Эрмитаже имеется пять картин Паулюса Поттера. По поводу эрмитажного собрания Ю. И. Кузнецов остроумно заметил, что, как это часто встречается у голландских живописцев, образы людей на его картинах зооморфны, а животных — антропоморфны. «Художник, — продолжает автор, — отличается необыкновенной искренностью, простодушием и даже наивностью. Его пытливый и любовный взгляд… открыл, что обычное домашнее животное достойно изображения само по себе, а не только в роли аксессуара в жанровой картине и портрете или стаффажа в пейзаже».
Е. И. Ротенберг писал, что живопись Поттера «отличается простотой, полным отсутствием эффектов, но твёрдостью, уверенностью и тщательностью выполнения». Сложнее оценивал творчество художника А. Н. Бенуа. В своём знаменитом «Путеводителе по картинной галерее Императорского Эрмитажа» (1910) он писал:

 Из всех голландских поэтов природы больше всего повезло у публики (даже при жизни) Паулю Поттеру. Но это счастье досталось ему благодаря той черте, которая нам теперь менее всего приятна. Толпа (включая сюда и специальную толпу «меценатов») любит забавляться «разглядыванием» картин. Она любит всё, что так или иначе похоже на фокус: выписку деталей, частичную иллюзорность… В одном, во всяком случае, нельзя упрекать Поттера — это в угодничестве. Его мелочность иного характера… О запасах смелости, каким обладал Поттер, свидетельствует наша знаменитая эрмитажная картина «Ферма» 1649 года… Поттер… ушёл весь в свой труд, наполнил картину всеми деталями, которые ему казались способными передать характер жизни в деревенском приволье, среди милых его сердцу животных, и каково же было негодование окружающих, когда они увидали, что одна из коров, находящаяся в самом центре картины Поттера, занята делом, свидетельствующем о её невоспитанности. Картина была возвращена Поттеру и придворная его карьера испорчена 
Самой известной является большая картина Поттера «Молодой бык» 1647 года. Эта картина размером 2,35 на 3,40 метра находилась в галерее принца Виллема V в Бютенхофе в Гааге. В 1795 году Наполеон Бонапарт перевёз коллекцию Вильгельма V в Париж и таким образом «Бык» попал в музей Лувра. После падения Наполеона коллекция была возвращена Голландии и ныне картина находится в музее Маурицхёйс в Гааге.

## Галерея

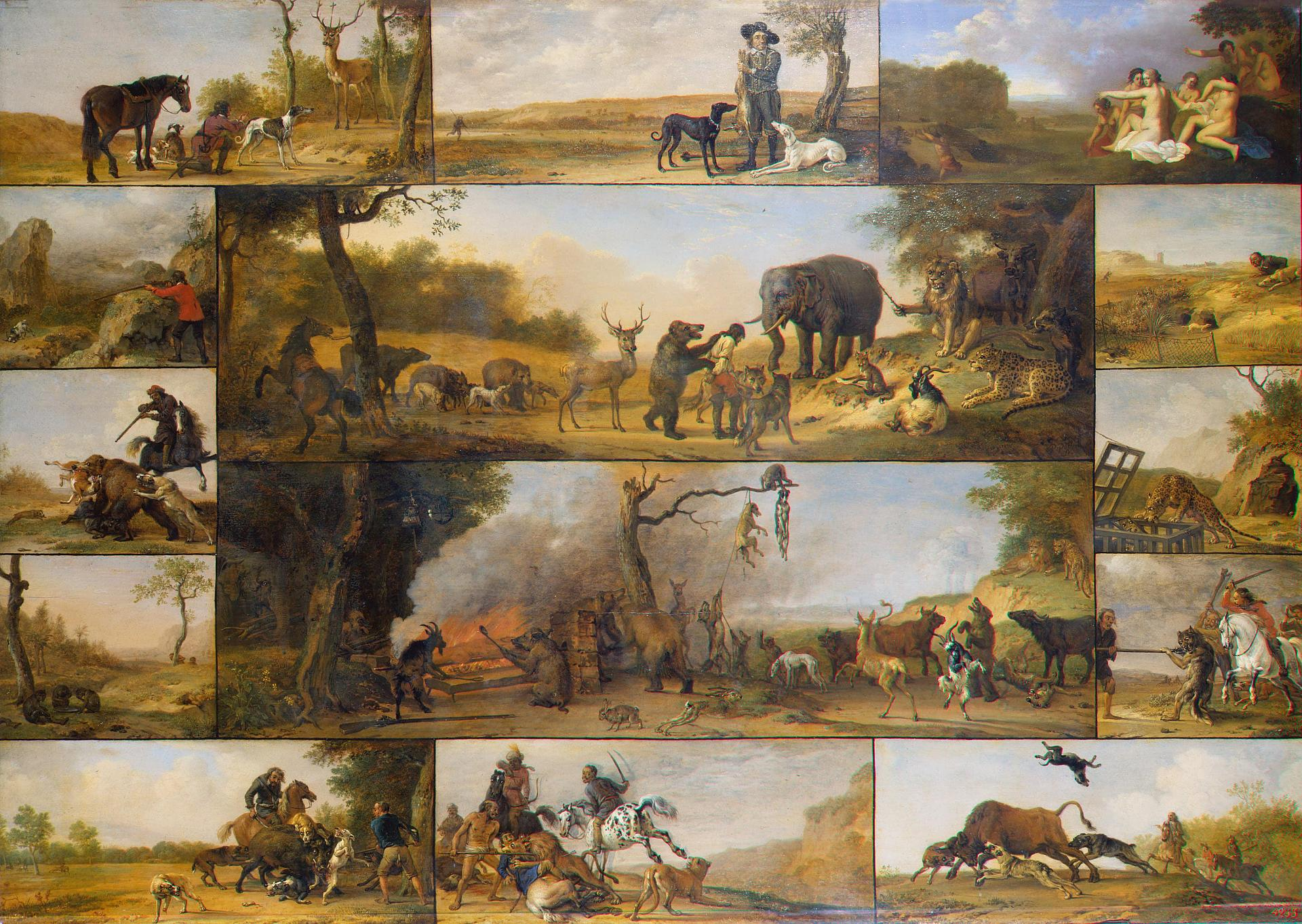
Наказание охотника. Ок. 1647. Дерево, масло. Государственный Эрмитаж, Санкт-Петербург
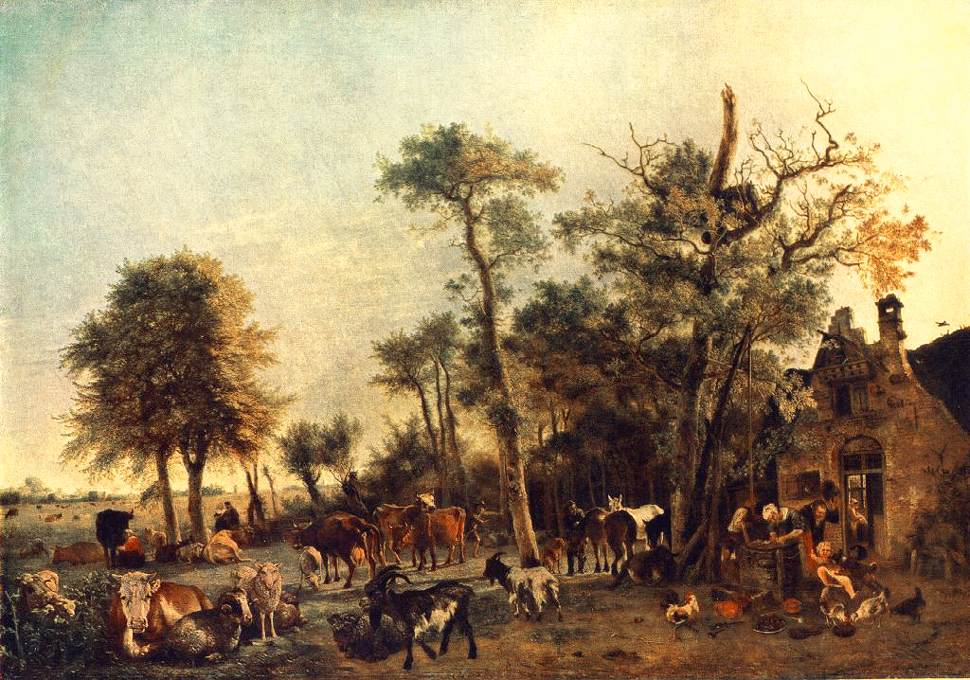
Ферма. 1649. Дерево, масло. Государственный Эрмитаж, Санкт-Петербург
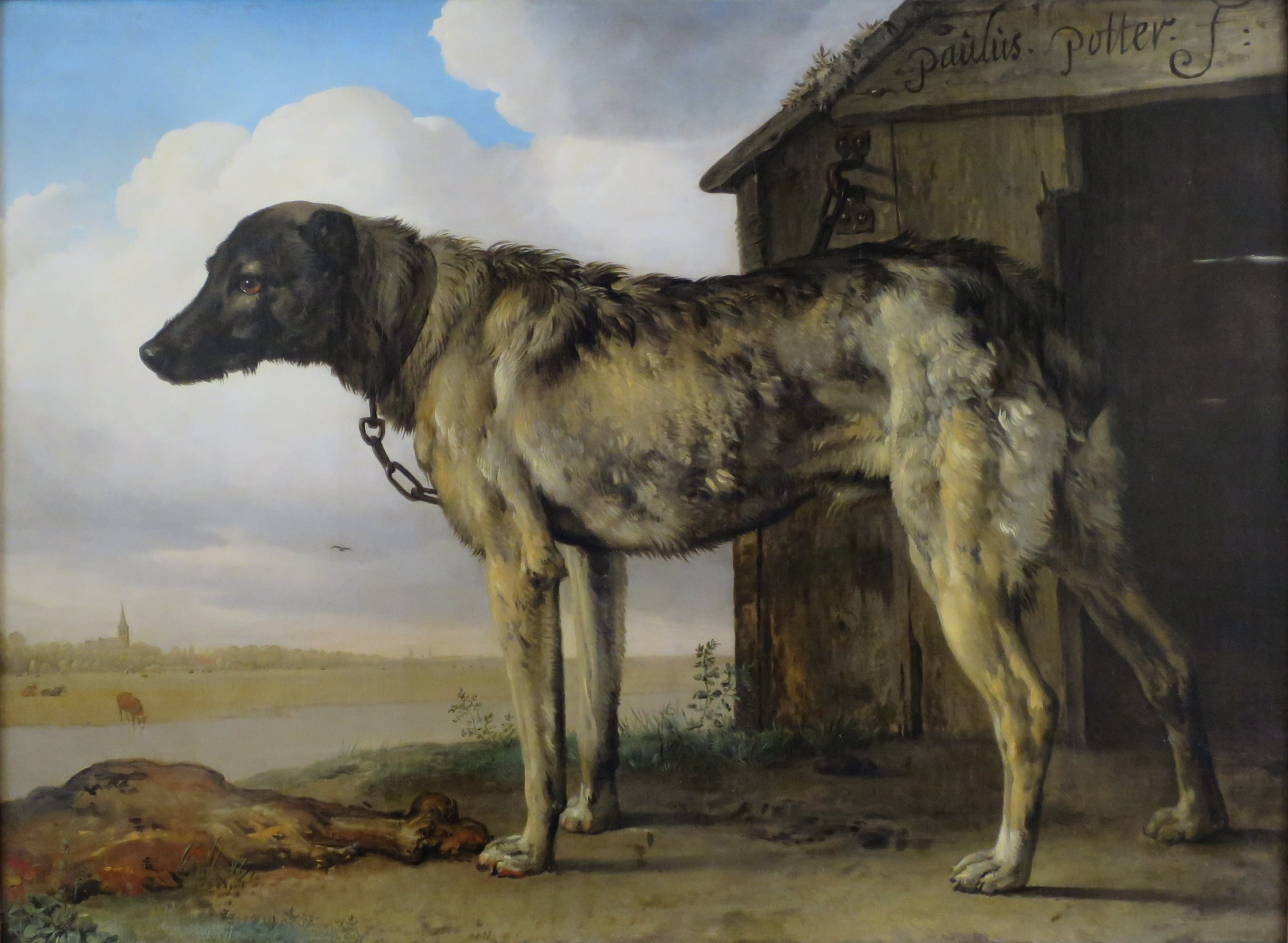
Волкодав (Цепная собака). Между 1650 и 1652. Холст, масло. Государственный Эрмитаж, Санкт-Петербург
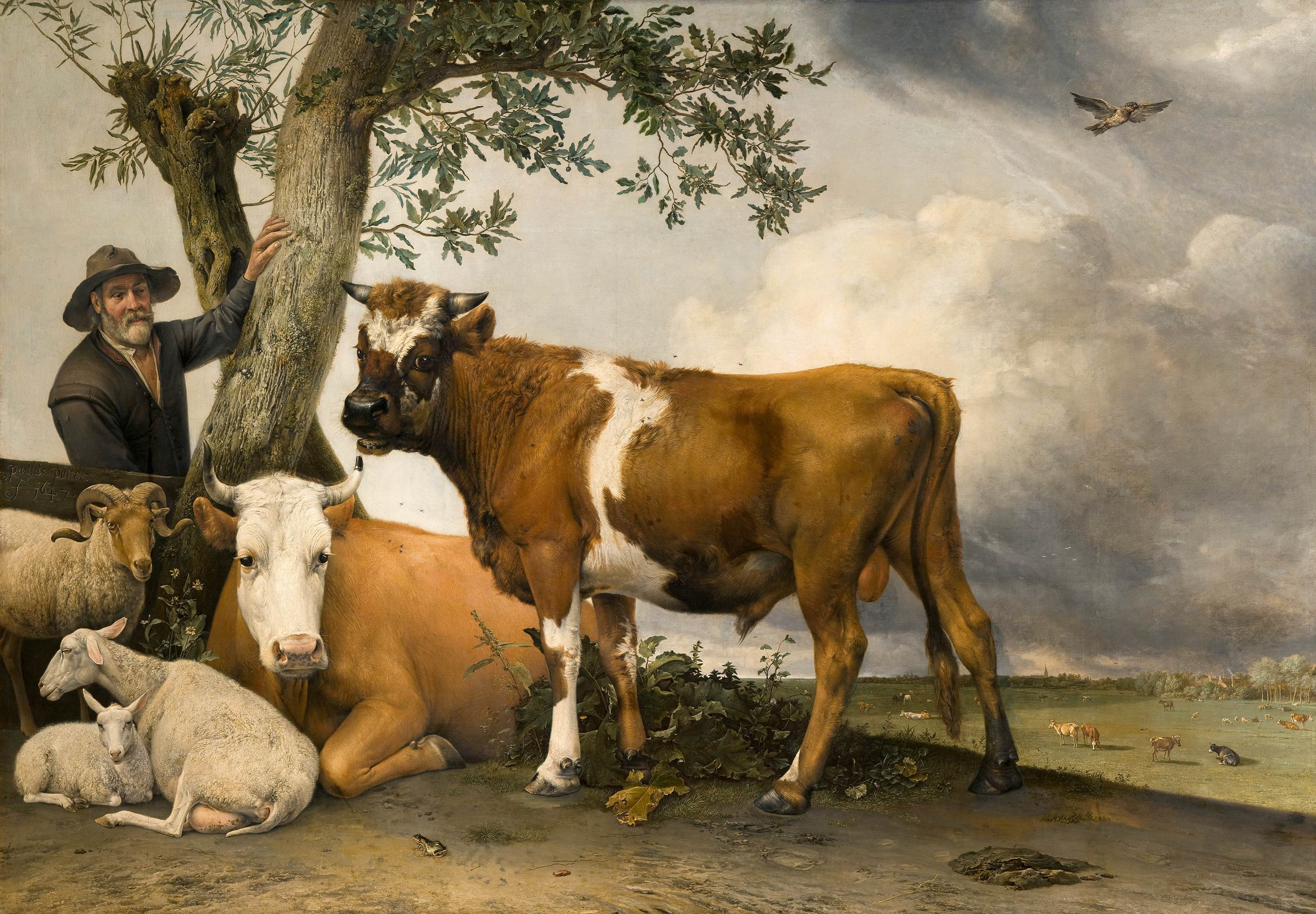
Бык. 1647. Холст, масло. Маурицхёйс, Гаага
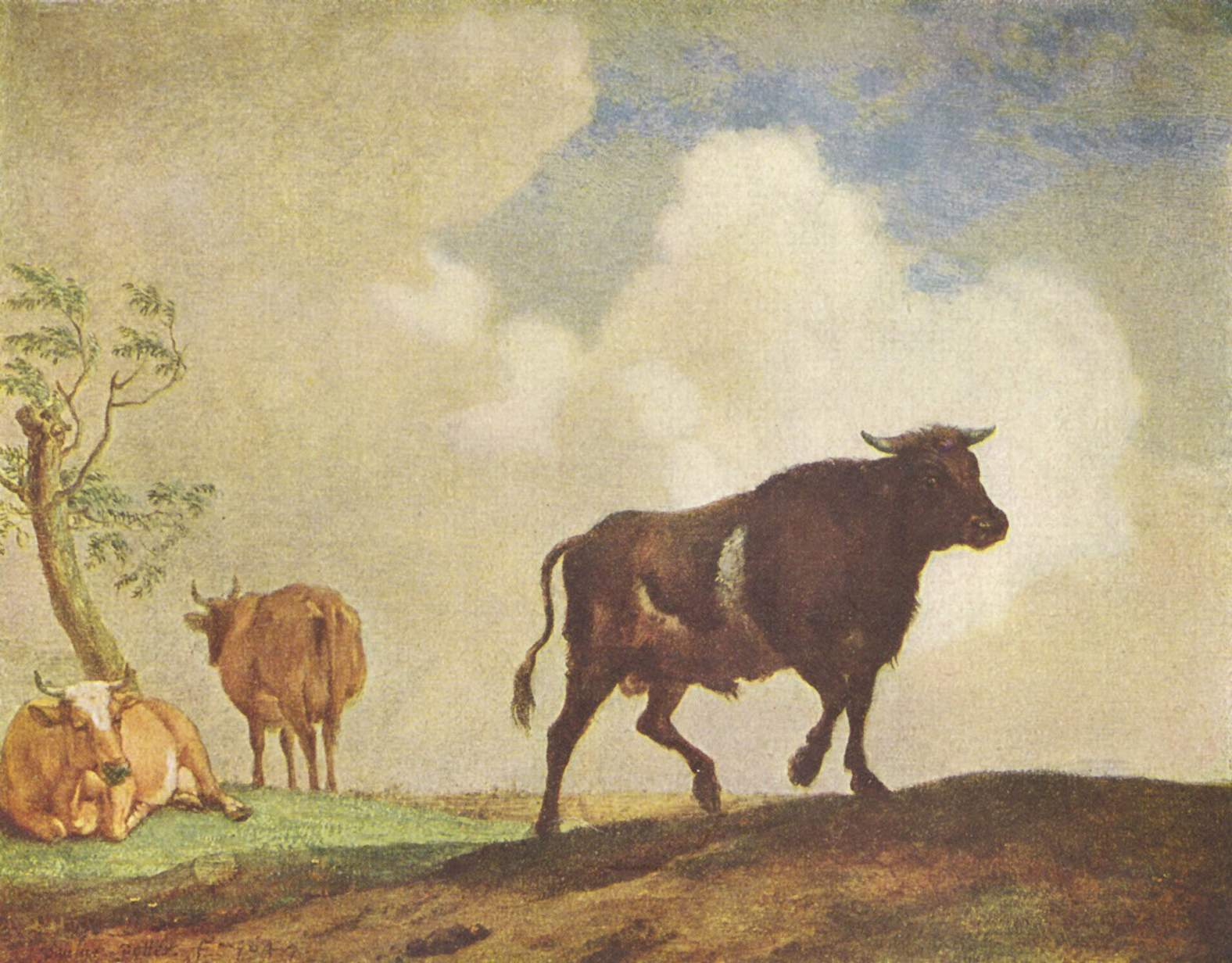
Бык и коровы. 1650. Дерево, масло. Берлинская картинная галерея
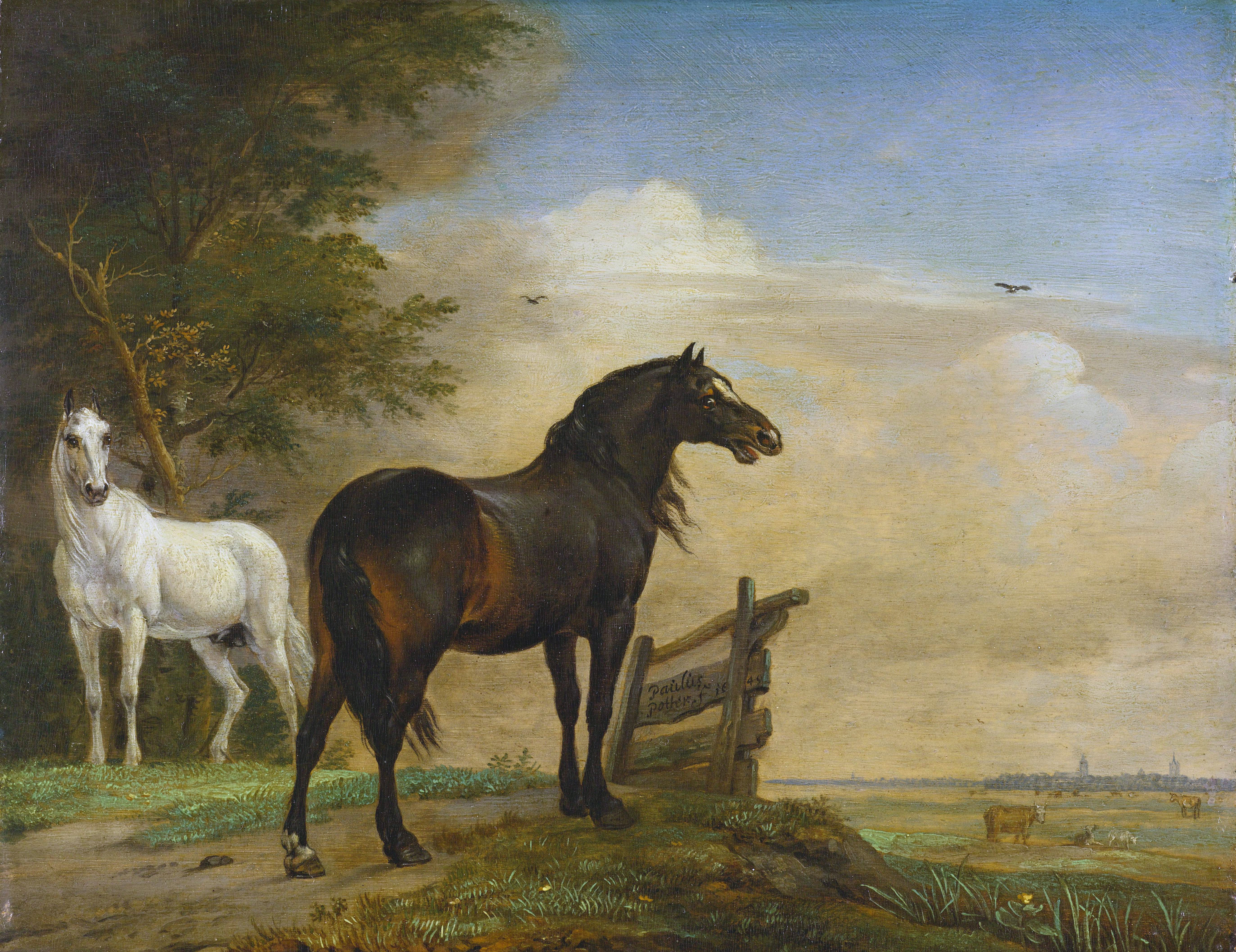
Две лошади возле ворот на лугу. 1649. Дерево, масло. Рейксмюсеум, Амстердам
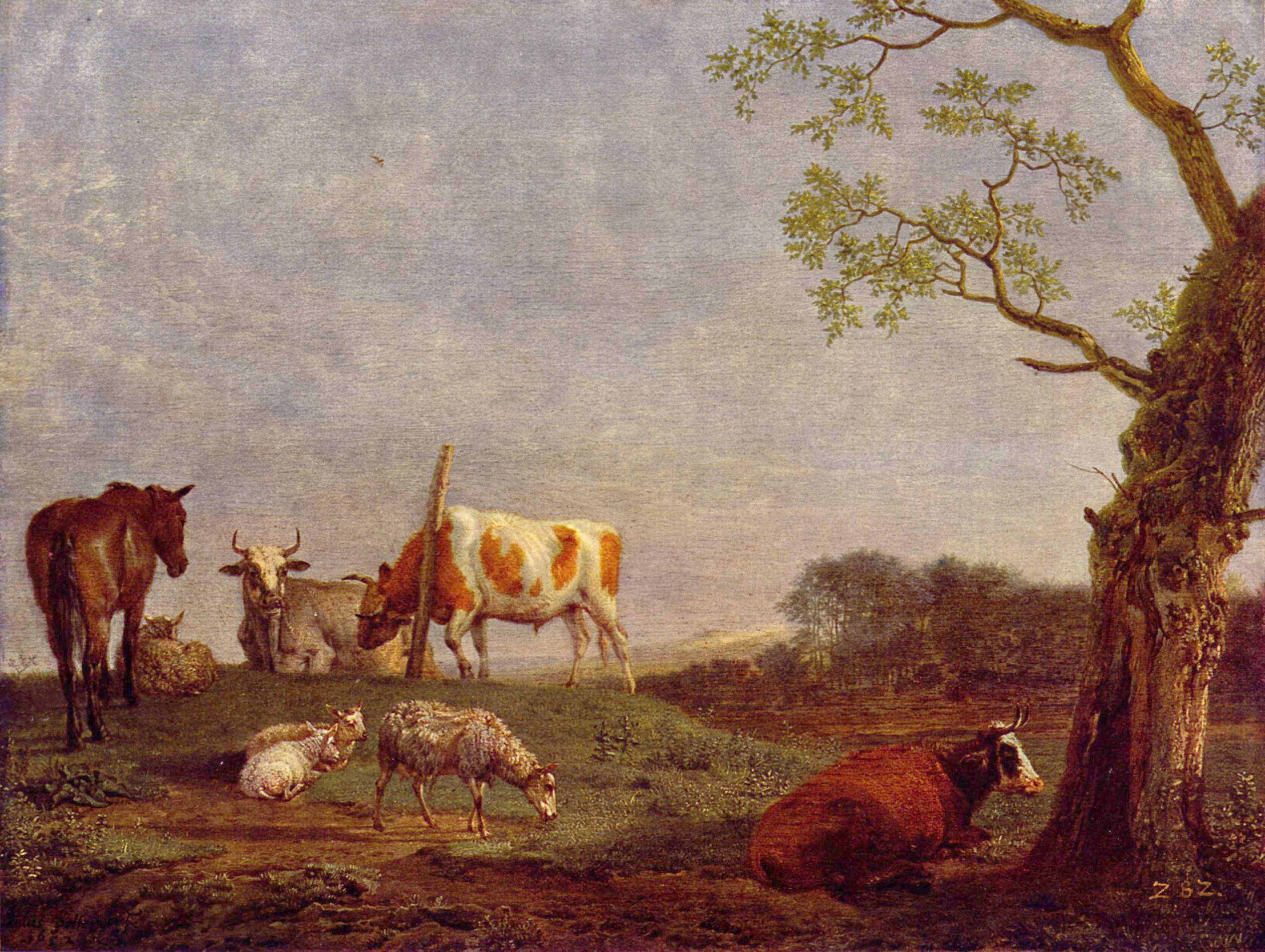
Отдыхающее стадо. 1652. Дерево, масло. Галерея старых мастеров, Дрезден
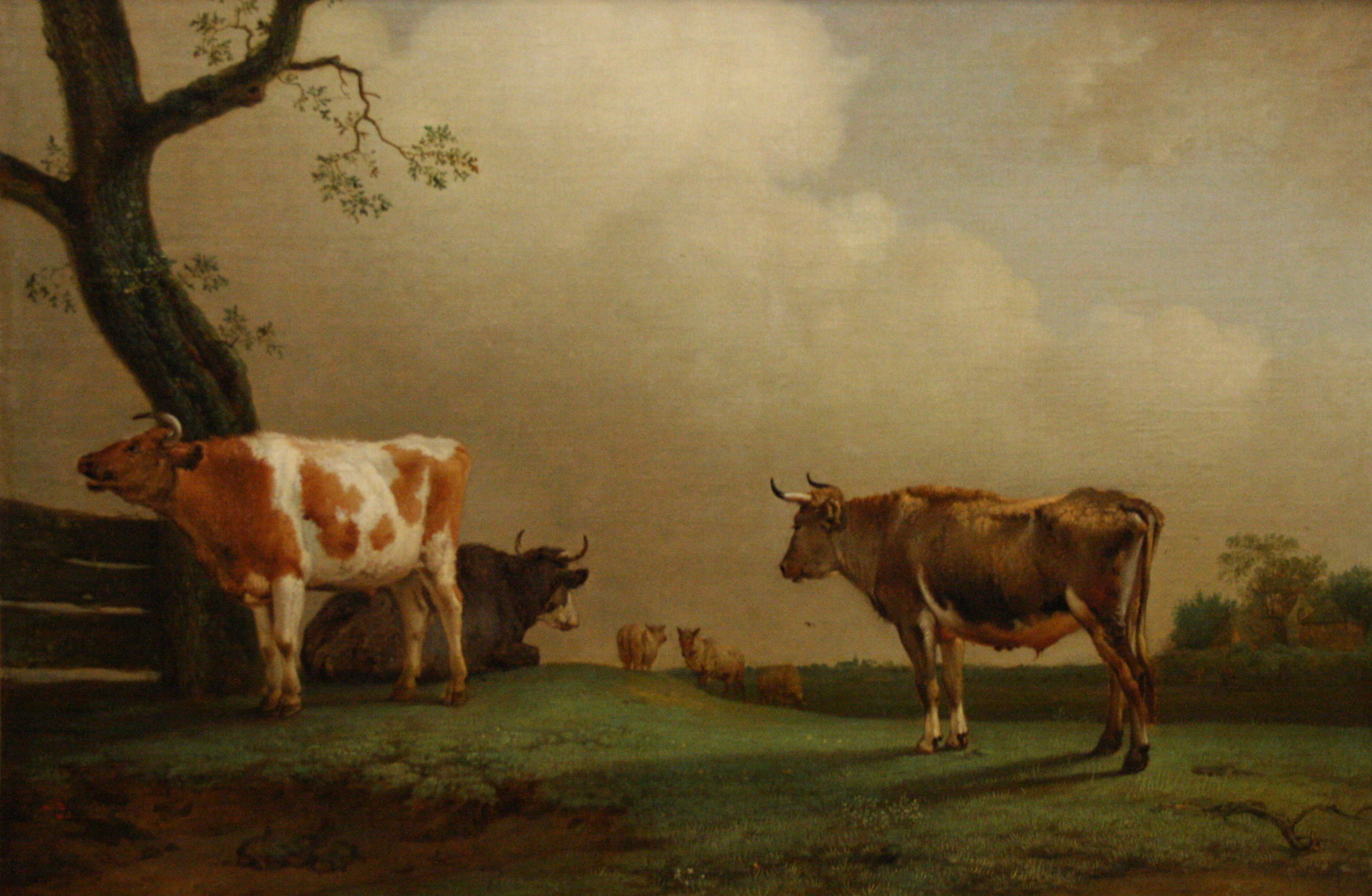
Коровы на лугу. 1652. Холст, масло. Лувр, Париж